# Кник (река)
Кник (англ. Knik River) — река на Аляске. Длина — около 40 км.
Река берёт начало на одноимённом леднике. Протекает Кник по плоской равнине, сложенной из мелкозернистого гравия, песка и ила. Река мелкая, с наносами, но широкая. Впадает рядом с рекой Матануской в Кник-Арм, длинную и узкую губу на северо-востоке залива Кука.
Русло реки расположено на территории боро Матануска-Суситна, часть береговой линии Кник-Арма относится к муниципалитету Анкориджа. На реке расположены поселения Кник-Ривер и Кник-Фэрвью.
Реку пересекают два моста, один из которых был серьёзно повреждён после Великого землетрясения.
Окрестности реки получили известность в 1970-е гг. как место нескольких преступлений из совершённых маньяком Робертом Хансеном.

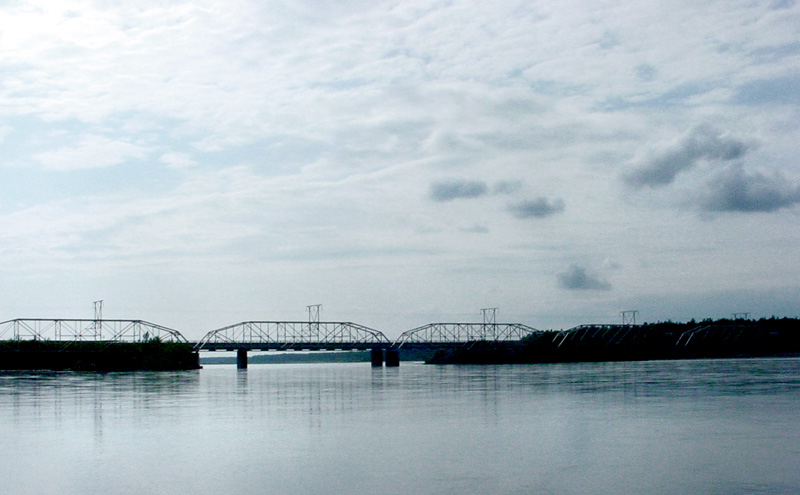
Железнодорожный мост через Кник, вид с трассы AK-1.